# Antonio Aguilar
Pour les articles homonymes, voir Antonio Aguilar (homonymie) et Aguilar.
Pascual Antonio Aguilar Barraza,, né le 17 mai 1919 à Villanueva (es), dans l'état de Zacatecas, et mort le 19 juin 2007 à Mexico, plus connu sous le nom de scène Antonio Aguilar, est un acteur, chanteur, réalisateur artistique, scénariste et réalisateur mexicain. Il a enregistré 163 albums, vendu plus de 25 millions de disques, joué dans 167 longs métrages, et effectué de multiples tournées nationales et internationales en compagnie de son épouse, la chanteuse et actrice, Flor Silvestre (es) et leur famille.
Il est reconnu aussi pour sa contribution à la popularité de la musique ranchera, mais aussi pour son engagement en faveur de la reconnaissance de la valeur culturelle de la Charrería dont ses enfants et ses petits enfants entretiennent les traditions, et qui lui a valu le surnom « El Charro de México ».

## Biographie
Antonio Aguilar est le fils de Jesús Aguilar et de Ángela Barraza. Ángela Barraza est née à Ocaña en Colombie, Jesús Aguilar est né dans la Villanueva (es) dans l'État de Zacatecas au Mexique, où il possède une hacienda, nommée localement « La Casa Grande de Tayahua » (La Grande Maison de Tayahua), dans le bourg de Tayahua. La hacienda a été fondée en 1554 et ses plus anciens bâtiments ont été construits en 1596, et les ancêtres d'Antonio Aguilar l'ont acquise au début du XIXe siècle. Antonio Aguilar a sept frères et sœurs : José Roque Aguilar Barraza, Salvador Aguilar Barraza, Guadalupe Aguilar Barraza, Luis Tomás Aguilar Barraza, Mariano Aguilar Barraza et Josefina Aguilar Barraza.
Antonio Aguilar épouse civilement, le 29 octobre 1959, Guillermina Jiménez Chabolla, surtout connue sous le nom de scène Flor Silvestre, avec laquelle il a deux fils : José Jesús Antonio Aguilar Jimenez, né le 9 octobre 1960, qui fait lui aussi carrière de musicien et d'acteur sous le nom de scène Antonio Aguilar Jr., et José Antonio Aguilar Jiménez, né le 7 août 1968 à San Antonio, alors que sa mère était en tournée au Texas, et plus connu sous le nom de scène Pepe Aguillar. Antonio Aguilar et Flor Silvestre se sont mariés religieusement plusieurs décades après, lorsqu'ils ont réussi à faire annuler, par l'Église catholique leurs précédents mariages.
Il meurt d'une pneumonie.

## Carrière
En 1969, il se laisse convaincre par Gustavo Díaz Ordaz, alors Président du Mexique, qui cherche à ranimer l'esprit patriotique pour faire oublier le Massacre de Tlatelolco, de participer à un film biographique consacré à Emiliano Zapata. L'accord proposé par Gustavo Díaz Ordaz est alléchant : l'état fédéral Mexicain, au travers du département « peliculas de aliento » (films subventionnés) du Banco Nacional Cinematográfico (Banque Nationale pour la Cinématographie), dirigé par Emilio Rabasa apporte 85 % du budget, Antonio Aguilar 15 % et reste exclusif détenteur des droits sur le film. Il se passionne pour le sujet et conçoit un film dont le budget de 12 millions de Pesos mexicains est astronomique. L'aide d'état se limite à 1,5 million de pesos et la promesse que le reste arrivera. Il emprunte 10 millions de pesos à la société Fiduciaria Aceptaciones qu'il garantit grâce à une hypothèque sur son ranch. Il réserve des lieux de tournage aux Studios Churubusco et commande des costumes aux États-Unis. Il affronte les dévots et les contestataires du Zapatisme, et finit par travailler avec un scénariste étranger à leurs polémiques. Le projet suscite l'intérêt de la 20th Century Fox dont le président Robert Jacks, gendre de Darryl F. Zanuck, qui a adoré les bandes-annonces qu'il a vues, propose à Antonio Aguilar d'acheter les droits de distribution internationaux pour un million de dollars. Il réalise le montage à Hollywood avec l'aide de David Bretherton et revient au Mexique avec 50 copies du film. Le gouvernement mexicain demande à la production de couper 12 scènes et finit par déclarer que même cette version censurée est subversive. Mario Moya Palencia, le sous-secrétaire fédéral à l'intérieur menace de l'emprisonner s'il projette le film aux États-Unis. Robert Jacks ne veut pas de la version censurée et il rentre aux Mexique avec ses dettes sur les bras. Il obtient, des années après, du président José López Portillo la restitution des scènes censurées que la RTC (es). L'une d'entre elles avait été définitivement perdue pendant l'incendie de la Cineteca Nacional, le 24 mars 1982. Les scènes originales ont alors pu être réintégrées dans le film.
En 2012, la ville de Los Angeles a érigé une statue en hommage à Antonio Aguilar sur la « Placita de Dolores » 34° 03′ 25″ N, 118° 14′ 16″ O.

## Filmographie
- 1952 : Un Rincón cerca del cielo : Catrín
- 1952 : Ahora soy rico : Tony Merino
- 1952 : Yo fui una callejera
- 1953 : Por el mismo camino
- 1953 : Amor de locura
- 1953 : Había una vez un marido
- 1953 : La Mujer desnuda
- 1953 : Mi papá tuvo la culpa
- 1953 : Mi adorada Clementina
- 1953 : La Segunda mujer
- 1953 : Yo soy muy macho
- 1954 : Reventa de esclavas : Profesor Salinas; Ramses
- 1954 : El Casto Susano
- 1955 : Una Gallega en La Habana
- 1955 : Música, espuelas y amor
- 1955 : El Rayo justiciero : Mauricio Rosales
- 1955 : La Barranca de la muerte : Mauricio Rosales
- 1955 : Pueblo quieto
- 1955 : El Gavilán vengador
- 1956 : Tierra de hombres : Gilberto
- 1956 : La Sierra del terror : Mauricio Rosales
- 1956 : La Huella del chacal : Mauricio Rosales
- 1957 : La Ley de la sierra
- 1957 : ¡Aquí están los aguilares! : Antonio
- 1957 : Cien muchachas
- 1957 : La Pantera negra : Mauricio Rosales
- 1957 : Cuatro contra el imperio : Jose Antonio Navarrete
- 1957 : La Justicia del gavilán vengador
- 1958 : La Cama de piedra
- 1958 : La Guarida del buitre : Mauricio Rosales
- 1958 : Aquí está Heraclio Bernal : Heraclio Bernal
- 1958 : Fiesta en el corazón
- 1958 : Las Tres pelonas
- 1958 : La Venganza de Heraclio Bernal
- 1958 : La Rebelión de la sierra
- 1958 : Los Muertos no hablan : Mauricio Rosales
- 1958 : La Marca del cuervo
- 1958 : El Fin de un imperio : Jose Antonio Navarrete
- 1959 : Yo... el aventurero
- 1959 : Los Santos reyes
- 1959 : La cucaracha d'Ismael Rodríguez : Capitán Ventura
- 1960 : La sombra del caudillo : Coronel Jáuregui
- 1960 : Dos hijos desobedientes
- 1960 : El Siete de copas : Valerio Gúzman
- 1960 : ¡Qué bonito amor!
- 1960 : Bala perdida
- 1961 : Vacaciones en Acapulco
- 1961 : La Joven Mancornadora
- 1961 : Les Frères Del Hierro (Los hermanos Del Hierro) : Reynaldo Del Hierro
- 1961 : Que me maten en tus brazos
- 1961 : Rumbo a Brasilia
- 1961 : El Jinete enmascarado
- 1962 : Ánimas Trujano (El hombre importante) : Tadeo
- 1962 : Sol en llamas
- 1962 : Son fidèle compagnon (El Caballo blanco)
- 1962 : El Justiciero vengador : El Norteño
- 1962 : Cazadores de asesinos
- 1962 : Si yo fuera millonario
- 1962 : Ahí vienen los Argumedo
- 1962 : La Emboscada mortal : El Norteño
- 1963 : Aquí está tu enamorado
- 1963 : Vuelven los Argumedo
- 1963 : Yo, el mujeriego
- 1963 : El Norteño
- 1964 : Vuelve el Norteño : El Norteño
- 1964 : El Revólver sangriento
- 1964 : La Gitana y el charro
- 1965 : El Padre Diablo
- 1965 : Escuela para solteras
- 1965 : Gabino Barrera : Gabino Barrera
- 1965 : El Rifle implacable
- 1965 : Alma llanera
- 1965 : El Hijo de Gabino Barrera
- 1966 : La Vida de Pedro Infante : Antonio Aguilar
- 1966 : El Alazán y el rosillo
- 1966 : Los Cuatro Juanes : Juan Colorado
- 1966 : Juan Colorado
- 1966 : Alazán y enamorado
- 1966 : Los Dos rivales : María Eugenia Treviño
- 1967 : Los Alegres Aguilares
- 1968 : Caballo prieto azabache (La tumba de Villa)
- 1968 : Lucio Vázquez : Lucio Vazquez
- 1968 : Valentín de la Sierra : Valentin
- 1968 : El As de oros
- 1969 : El Caballo Bayo
- 1969 : Lauro Puñales : Lauro
- 1969 : Les Géants de l'Ouest (The Undefeated) : Juarista Gen. Rojas
- 1969 : El Ojo de vidrio
- 1970 : Vuelve el ojo de vidrio
- 1970 : La Captura de Gabino Barrera : Gabino Barrera
- 1970 : Il était une fois Zapata (Emiliano Zapata) : Zapata
- 1971 : La Venganza de Gabino Barrera : Gabino Barrera
- 1971 : Los Marcados
- 1973 : Valente Quintero
- 1973 : La Yegua colorada : Adolfo Contreras
- 1974 : La Muerte de Pancho Villa
- 1974 : Peregrina : Felipe Carrillo Puerto
- 1975 : Simon Blanco : Simón Blanco
- 1975 : Don Herculano enamorado
- 1976 : El Rey : Rosendo Hernandez, el Rey
- 1977 : El Moro de Cumpas
- 1977 : Volver, volver, volver : Antonio Montalvo
- 1977 : La Muerte de un gallero
- 1977 : Mi aventura en Puerto Rico
- 1978 : Soy el hijo del gallero
- 1978 : Los Triunfadores
- 1979 : Benjamín Argumedo el rebelde
- 1979 : Mi caballo el cantador
- 1980 : Albur de amor
- 1980 : Sabor a sangre : Mauricio Rosales
- 1980 : Persecución y muerte de Benjamin Argumedo
- 1982 : El Anima de Sayula
- 1982 : Los Gemelos alborotados
- 1983 : Viva el chubasco : José Montemayor Treviño
- 1984 : El Tonto que hacía milagros : Cantante en cantina
- 1984 : El Rey de oros : Baudelio
- 1986 : Astucia
- 1986 : Contrabando y muerte
- 1987 : Zapata en Chinameca
- 1987 : Lamberto Quintero : Lamberto Quintero
- 1988 : Domingo corrales
- 1990 : El Hijo de Lamberto Quintero
- 1991 : Triste recuerdo : Jesus Barajas
- 1992 : El Chivo : Jose Antonio Macias
- 1993 : La Sangre de un valiente : Pancho Villa

## Sources
- (es) « Antonio Aguilar », Nuestros socios y su obra, sur SACM Biografias, Ciudad de México, Sociedad de Autores y Compositores de México (SACM) (consulté le 28 octobre 2021).
- (es) Rosaura Rincón, « Divorcios y escándalo, así se enamoraron Flor Silvestre y Antonio Aguilar », El Sol de México, Ciudad de México, Organización Editorial Mexicana, 25 novembre 2020.
- (es) Antonio Aguilar Jr, « Don Antonio Aguilar, El Charro de México, biogafia », Brea (Californie), AntonioAguilarOficial.com Inc. (consulté le 1er novembre 2021).
- (es) « Conoce el lugar donde Pepe Aguilar descansa en Zacatecas », sur El Sol De Zacatecas, Zacatecas, Organización Editorial Mexicana, 29 janvier 2019.
- (en) Alexandra Zavis, « Los Angeles unveils statue of Mexican singer-actor Antonio Aguilar », sur Los Angeles Times, Los Angeles, California Times, 17 septembre 2012.
- (es) MDZ Espectáculos, « Quién fue la primera esposa de Antonio Aguilar, antes de Flor Silvestre : Un pasado fugaz: La primera esposa del “Charro de México” fue Otilia Larrañaga Villarreal, una bailarina y actriz mexicana. » [« Qui était la première épouse d'Antonio Aguilar avant Flor Silvestre »], Mendoza, Territorio Digital S.A..
- (es) Arturo Fuentes et Raimundo Arroio, « El poder adquisitivo del salarìo, productividad y posición competitiva de méxico », Investigación Económica, Ciudad de México, Facultad de Economía, Universidad Nacional Autónoma de México (UNAM), vol. 45, no 178,‎ 1er octobre 1986, p. 245-285 (ISSN 0185-1667, e-ISSN 2594-2360, JSTOR 42779435).
- (en) Paul S. Flores, Basic data on the economy of Mexico, vol. 70, t. 90 : Overseas Business Reports, Washington D.C., U.S. Department of Commerce, Bureau of International Commerce,, 1970 (lire en ligne).
- (es) Rosaura Rincón, « Antonio Aguilar enfrentó a Díaz Ordaz por culpa de Emiliano Zapata », El Sol de Zacatecas, Zacatecas, Organización Editorial Mexicana, 21 février 2019.